# M/M/1
M/M/1排隊模型（M/M/1 model）是一種單一服务台（single-server）的（排隊模型），可用作模擬不少系統的運作。
依據開恩特羅符號必須有下列的條件：
- 到達時間卜瓦松過程（Poisson process）；
- 服務時間是指數分佈（exponentially distributed）；
- 只有一个服务台（server），遵循先到先服务规则
- 隊列長度無限制
- 可加入隊列的人數為無限

## 分析
這種模型是一種出生-死亡過程，此隨機過程中的每一個狀態代表模型中人數的數目。因為模型的隊列長度無限且參與人數亦無限，故此狀態數目亦為無限。例如狀態0表示模型閒置、狀態1表示模型有一人在接受服務、狀態2表示模型有二人（一人正接受服務、一人在等候），如此類推。
在此模型中，出生率（即加入隊列的速率）λ在各狀態中均相同，死亡率（即完成服務離開隊列的速率）μ亦在各狀態中相同（除了狀態0，因其不可能有人離開隊列）。
故此，在任何狀態下，只有兩種事情可能發生：
- 有人加入隊列。如果模型在狀態k，它會以速率λ進入狀態k + 1
- 有人離開隊列。如果模型在狀態k（k不等於0），它會以速率μ進入狀態k − 1

由此可見，模型的隱定條件為λ < μ。如果死亡率小於出生率，則隊列中的平均人數為無限大，故此這種系統沒有平衡點。
此模型中有幾項數值常被測量，例如：
- 一人在系統中的平均逗留時間
- 一人在接受服務前的平均等候時間
- 整個系統中的平均人數
- 等候隊列的平均人數
- 單位時間內系統完成服務人數，即服務速度

## 穩定狀態下的公式
缓冲效用 {\displaystyle \scriptstyle \rho \,=\,{\tfrac {\lambda }{\mu }}.}
表示服务被占用的平均概率
平稳过程在狀態i（“i”个总人数，包括正在被服务的）的機率為
{\displaystyle {\mbox{Prob}}(q=i)=\pi _{i}=(1-\rho )\rho ^{i}.\,}
由此，可給出各測量數值的公式：
- 整個系統的平均人數N：

{\displaystyle {\overline {N}}={\frac {\rho }{1-\rho }}}，且其方差為
{\displaystyle \sigma _{N}^{2}={\frac {\rho }{(1-\rho )^{2}}}}.
- 一單位時間內系統完成服務的人數：

{\displaystyle {\overline {N}}_{S}=\rho \mu =\lambda }
- 在隊列中等候服務的人數：

{\displaystyle {\overline {N}}_{Q}={\frac {\rho ^{2}}{1-\rho }}}
- 一人在系統中的平均逗留（等候＋接受服務）時間：

{\displaystyle T={\frac {1}{\mu -\lambda }}.}
- 一人的平均等候時間：

{\displaystyle W={\frac {{\overline {N}}_{Q}}{\lambda }}=T-{\overline {x}}=T-{\frac {1}{\mu }}={\frac {\rho }{\mu -\lambda }}}

## 例
可用M/M/1模型的例子眾多，例如只有一位員工的郵局，只有一隊列。客人進來，排隊、接受服務、離開。如果客人進來的數目符合泊松過程，且服務時間是指數分佈，則可用M/M/1模擬，並算出平均隊列長度、不同等候時間的機率等。
M/M/1可一般化成為M/M/n模型，使可用時接受服務的人數為大於一。歷史上，M/M/n模型首先被用來模擬電話系統，因為一个在丹麦哥本哈根电话局工作的工程师Erlang發現客人打電話的速率符合泊松過程，且通話時間是指數分佈，所以佔用通訊線路的數目和等待接線的人數符合M/M/n模型。

## 关联项目
- 排队理论
- 马尔科夫链